# مهدی جلودارزاده
حسین مهدی جلودارزاده (زادهٔ ۱۳۵۷) دوندهٔ بازنشستهٔ اهل ایران است که در رشتهٔ دو ۸۰۰ متر در مسابقات شرکت می‌کرد.

## رکوردها
| سال           | مسابقه                     | محل برگزاری      | مقام          | رویداد        | توضیحات       |
| نمایندهٔ ایران | نمایندهٔ ایران              | نمایندهٔ ایران    | نمایندهٔ ایران | نمایندهٔ ایران | نمایندهٔ ایران |
| ------------- | -------------------------- | ---------------- | ------------- | ------------- | ------------- |
| ۱۹۹۶          | Asian Junior Championships | دهلی نو، هند     | 1st           | ۸۰۰ متر       | ۱:۵۲٫۴۶       |
| ۱۹۹۷          | West Asian Games           | تهران، ایران     | 3rd           | ۴۰۰ متر       | ۴۹٫۰۷         |
| ۱۹۹۷          | West Asian Games           | تهران، ایران     | 3rd           | ۸۰۰ متر       | ۱:۵۵٫۵۸       |
| ۱۹۹۸          | Asian Games                | بانکوک، تایلند   | 6th           | ۸۰۰ متر       | ۱:۴۸٫۵۸       |
| ۲۰۰۰          | Asian Championships        | جاکارتا، اندونزی | 1st           | ۸۰۰ متر       | ۱:۴۹٫۸۰       |
| ۲۰۰۰          | Olympic Games              | سیدنی، استرالیا  | 32nd (h)      | ۸۰۰ متر       | ۱:۴۷٫۹۱       |
| ۲۰۰۲          | Asian Championships        | کلمبو، سری‌لانکا  | 5th (sf)      | ۸۰۰ متر       | ۱:۵۱٫۰۲       |
| ۲۰۰۲          | Asian Championships        | کلمبو، سری‌لانکا  | –             | ۱۵۰۰ متر      | DNF           |
| ۲۰۰۲          | Asian Games                | بوسان، کره جنوبی | 10th (h)      | ۸۰۰ متر       | ۱:۴۹٫۱۳       |
| ۲۰۰۲          | Asian Games                | بوسان، کره جنوبی | –             | ۱۵۰۰ متر      | DNF           |